# Paul Chambers
Paul Chambers, właśc. Paul Laurence Dunbar Chambers Jr. (ur. 22 kwietnia 1935 w Pittsburghu, zm. 4 stycznia 1969 w Nowym Jorku) – amerykański kontrabasista jazzowy.
Ceniony sideman, który w okresie krótkiej, lecz intensywnej kariery należał do czołowych kontrabasistów oraz współpracował z wieloma wybitnymi reprezentantami jazzu, takimi jak Cannonball Adderley, Toshiko Akiyoshi, Chet Baker, John Coltrane, Miles Davis, Kenny Dorham, Bill Evans, Gil Evans, Red Garland, Benny Golson, Herbie Hancock, Freddie Hubbard, Milt Jackson, Philly Joe Jones, Wynton Kelly, Abbey Lincoln, Jackie McLean, Thelonious Monk, Wes Montgomery, Lee Morgan, Art Pepper, Bud Powell, Sonny Rollins oraz Wayne Shorter, brał też udział w powstaniu historycznych nagrań, w tym Kind of Blue Davisa i Giant Steps Coltrane’a. Przyczynił się również do popularyzacji w jazzie gry smyczkiem na kontrabasie.
Borykał się z uzależnieniem od narkotyków, zmarł w wieku niespełna 34 lat na gruźlicę.

## Dyskografia
Opracowano na podstawie materiału źródłowego.
| - Chambers’ Music: A Jazz Delegation from the East (Jazz West, 1956) - High Step (Blue Note, 1956) - Whims of Chambers (Blue Note, 1956) - The East/West Controversy (Xanadu, 1957) - Paul Chambers Quintet (Blue Note, 1957) - Bass on Top (Blue Note, 1957) - We Three (New Jazz, 1958) - Go… (Vee-Jay, 1959) - Motor City Scene (United Artists, 1959) - 1st Bassman (Vee-Jay, 1960) Pepper Adams: - Plays Charlie Mingus (Workshop, 1963) Cannonball Adderley: - Julian „Cannonball” Adderley (EmArcy, 1955) - Cannonball Adderley Quintet in Chicago (Mercury, 1959) - Cannonball Takes Charge ([Riverside, 1959) Nat Adderley: - Introducing Nat Adderley (Wing, 1955) - Naturally! (Jazzland, 1961) Toshiko Akiyoshi: - The Toshiko Trio (Storyville, 1956) - Toshiko Mariano and Her Big Band (Vee-Jay, 1964) Lorez Alexandria: - Alexandria the Great (Impulse!, 1964) Gene Ammons: - Jammin’ in Hi Fi with Gene Ammons (Prestige, 1957) Chet Baker: - Chet Baker in New York (Riverside, 1958) - Chet (Riverside, 1958-1959) Walter Benton - Out of This World (Jazzland, 1960) Bob Brookmeyer: - Jazz Is a Kick (Mercury, 1960) Tina Brooks: - Back to the Tracks (Blue Note, 1960) Kenny Burrell: - Jazzmen of Detroit (Savoy, 1956) - Introducing Kenny Burrell (Blue Note, 1956) - John Jenkins with Kenny Burrell (Blue Note, 1957) - Kenny Burrell and John Coltrane (Prestige, 1958) Jaki Byard: - On the Spot! (Prestige, 1967) Donald Byrd: - Byrd’s Word (Savoy, 1955) - New Formulas from the Jazz Lab (RCA Victor, 1957) - Motor City Scene (Bethlehem, 1960) Sonny Clark: - Sonny’s Crib (Blue Note, 1957) - Sonny Clark Trio (Blue Note, 1957) - Cool Struttin’ (Blue Note, 1958) - Blues in the Night (Blue Note, 1958) - My Conception (Blue Note, 1959) Jimmy Cleveland: - Introducing Jimmy Cleveland and His All Stars (EmArcy, 1955) King Curtis: - The New Scene of King Curtis (Prestige, 1960) John Coltrane: - Blue Train (Blue Note, 1957) - Coltrane (Prestige, 1957) - Bahia (Prestige, 1958) - Black Pearls (Prestige, 1958) - Lush Life (Prestige, 1958) - Settin’ the Pace (Prestige, 1958) - Traneing In (Prestige, 1958) - Soultrane (Prestige, 1958) - Stardust (Prestige, 1958) - The Believer (Prestige, 1958) - The Last Trane (Prestige, 1958) - Bags & Trane (Atlantic, 1960) - Giant Steps (Atlantic, 1960) - Cannonball & Coltrane (Limelight, 1964) Sonny Criss: - This is Criss! (Prestige, 1966) - Portrait of Sonny Criss (Prestige, 1967) Miles Davis: - Miles: The New Miles Davis Quintet (Prestige, 1955) - ’Round About Midnight (Columbia, 1955–1956) - Cookin’ (Prestige, 1956) - Relaxin’ (Prestige, 1956) - Steamin’ (Prestige, 1956) - Workin’ (Prestige, 1956) - Collectors’ Items (Prestige, 1953, 1956) - Miles Ahead (Columbia, 1957) - Milestones (Columbia, 1958) - Porgy and Bess (Columbia, 1958) - Kind of Blue (Columbia, 1959) - Sketches of Spain (Columbia, 1959−1960) - Someday My Prince Will Come (Columbia, 1961) - In Person Friday and Saturday Nights at the Blackhawk, Complete (Columbia, 1961) - Quiet Nights (Columbia, 1962) - Miles Davis at Newport 1955–1975: The Bootleg Series Vol. 4 (Columbia Legacy, 1955–1975) Kenny Dorham: - Blue Spring (Riverside, 1959) - Quiet Kenny (Prestige, 1959) - Whistle Stop (Blue Note, 1961) Kenny Drew: - Kenny Drew Trio (Riverside, 1956) Teddy Edwards: - Nothin’ But the Truth! (Prestige, 1966) Bill Evans: - On Green Dolphin Street (Riverside, 1959) Gil Evans: - Gil Evans & Ten (Prestige, 1957) - New Bottle Old Wine (Pacific Jazz, 1958) - The Individualism of Gil Evans (Verve, 1963-1964) Curtis Fuller: - Curtis Fuller with Red Garland (Prestige, 1957) - The Opener (Blue Note, 1957) - Bone & Bari (Blue Note, 1957) - Sliding Easy (United Artists, 1959) - The Curtis Fuller Jazztet (Savoy, 1959) Red Garland: - A Garland of Red (Prestige, 1956) - Red Garland’s Piano (Prestige, 1957) - Groovy (Prestige, 1957) - Red Garland Revisited! (Prestige, 1957) - P.C. Blues (Prestige, 1957) - Dig It! (Prestige, 1958) - Can’t See for Lookin’ (Prestige, 1958) - It’s a Blue World (Prestige, 1958) - Manteca (Prestige, 1958) - The Red Garland Trio (Moodsville, 1958) - All Kinds of Weather (Prestige, 1959) - Red in Bluesville (Prestige, 1959) Dexter Gordon: - Dexter Calling... (Blue Note, 1961) Benny Golson: - Benny Golson’s New York Scene (Contemporary, 1957) - The Modern Touch (Riverside, 1958) - Groovin’ with Golson (New Jazz, 1959) - Pop + Jazz = Swing (Audio Fidelity, 1961) - Turning Point (Mercury, 1962) Bennie Green: - Bennie Green Blows His Horn (Prestige, 1955) - The 45 Session (Blue Note, 1958) - Glidin’ Along (Jazzland, 1961) Grant Green: - First Session (Blue Note, 1960-1961) Johnny Griffin: - A Blowing Session (Blue Note, 1957) - The Congregation (Blue Note, 1957) Herbie Hancock: - Inventions & Dimensions (Blue Note, 1963) Barry Harris: - Bull’s Eye! (Prestige, 1968) Hampton Hawes: - Bird Song (Contemporary, 1956) Jimmy Heath: - The Thumper (Riverside, 1959) - On the Trail (Riverside, 1964) | Joe Henderson: - Four (Verve, 1968) - Straight, No Chaser (Verve, 1968) Ernie Henry: - Last Chorus (Riverside, 1956–57) Richard „Groove” Holmes: - Get Up & Get It! (Prestige, 1967) Elmo Hope: - Informal Jazz (Prestige, 1956) - Here’s Hope! (Celebrity, 1961) - High Hope! (Beacon, 1961) Freddie Hubbard: - Goin’ Up (Blue Note, 1960) Milt Jackson: - Bags’ Opus (United Artists, 1958) - Bags & Trane (Atlantic, 1960) - Statements (Impulse!, 1961) John Jenkins: - John Jenkins with Kenny Burrell (Blue Note, 1957) J.J. Johnson: - The Eminent Jay Jay Johnson Volume 2 (Blue Note, 1955) - Trombone for 2 (Columbia, 1955) - First Place (Columbia, 1957) - The Great Kai & J.J. (Impulse!, 1960) Elvin Jones: - And Then Again (Atlantic, 1965) Hank Jones: - Hank Jones’ Quartet (Savoy, 1956) Philly Joe Jones: - Philly Joe’s Beat (Atlantic, 1960) - Together! (Atlantic, 1961) Thad Jones: - After Hours (Prestige, 1957) Clifford Jordan: - Cliff Jordan (Blue Note, 1957) Wynton Kelly: - Piano (Riverside, 1958) - Kelly Blue (Riverside, 1959) - Kelly at Midnight (Vee-Jay, 1960) - Kelly Great (Vee-Jay, 1960) - Wynton Kelly! (Vee-Jay, 1961) - Comin’ in the Back Door (Verve, 1963) - It’s All Right! (Verve, 1964) - Undiluted (Verve, 1965) - Blues on Purpose (Xanadu, 1965) - Last Trio Session (Delmark, 1968) Abbey Lincoln: - That’s Him! (Riverside, 1957) - It’s Magic (Riverside, 1958) Warne Marsh: - Warne Marsh (Atlantic, 1958) Les McCann: - Soul Hits (Pacific Jazz, 1963) - A Bag of Gold (Pacific Jazz, 1963) Hal McKusick: - Triple Exposure (Prestige, 1957) Jackie McLean: - McLean’s Scene (New Jazz, 1957) - Strange Blues (Prestige, 1957) - Jackie’s Bag (Blue Note, 1959) - New Soil (Blue Note, 1959) - Capuchin Swing (Blue Note, 1960) Blue Mitchell: - Out of the Blue (Riverside, 1958) Hank Mobley: - Tenor Conclave (Prestige, 1956) - Peckin’ Time (Blue Note, 1958) - Soul Station (Blue Note, 1960) - Roll Call (Blue Note, 1960) - Workout (Blue Note, 1961) - Another Workout (Blue Note, 1961) - The Turnaround (Blue Note, 1965) Thelonious Monk: - Brilliant Corners (Riverside, 1956) Wes Montgomery: - Full House (Riverside, 1962) - Smokin’ at the Half Note (Verve, 1965) - Willow Weep for Me (Verve, 1969) Lee Morgan: - Lee Morgan Sextet (Blue Note, 1956) - Lee Morgan Vol. 3 (Blue Note, 1957) - City Lights (Blue Note, 1957) - The Cooker (Blue Note, 1957) - Lee-Way (Blue Note, 1960) - Here’s Lee Morgan (Vee-Jay, 1960) - Charisma (Blue Note, 1966) - The Rajah (Blue Note, 1966) Oliver Nelson: - The Blues and the Abstract Truth (Impulse!, 1961) Phineas Newborn Jr.: - A World of Piano! (Contemporary, 1961) David Newman: - Straight Ahead (Atlantic, 1961) Art Pepper: - Art Pepper Meets the Rhythm Section (Contemporary, 1957) - Gettin’ Together! (Contemporary, 1960) Houston Person: - Trust in Me (Prestige, 1967) Bud Powell: - Bud! The Amazing Bud Powell (Vol. 3) (Blue Note, 1957) - The Scene Changes: The Amazing Bud Powell (Vol. 5) (Blue Note, 1958) The Prestige All Stars: - Interplay for 2 Trumpets and 2 Tenors (Prestige, 1957) Ike Quebec: - Blue & Sentimental (Blue Note, 1961) Paul Quinichette: - Moods (EmArcy, 1954) Sonny Red: - Out of the Blue (Blue Note, 1960) Freddie Redd: - Shades of Redd (Blue Note, 1960) - Redd’s Blues (Blue Note, 1961) Dizzy Reece: - Star Bright (Blue Note, 1959) Sonny Rollins: - Tenor Madness (Prestige, 1956) - Sonny Rollins, Volume 2 (Blue Note, 1957) - The Sound of Sonny (Riverside, 1957) A. K. Salim: - Pretty for the People (Savoy, 1957) Sahib Shihab: - Jazz Sahib (Savoy, 1957) Woody Shaw: - In the Beginning (Muse 1965) Wayne Shorter: - Introducing Wayne Shorter (Vee-Jay, 1959) Louis Smith: - Smithville (Blue Note, 1958) Sonny Stitt: - Sonny Stitt – Previously Unreleased Recordings (Verve, 1960) Frank Strozier: - Fantastic Frank Strozier (Vee-Jay, 1959−1960) Art Taylor: - A.T.’s Delight (Blue Note, 1960) Clark Terry: - Serenade to a Bus Seat (Riverside, 1957) Stanley Turrentine: - ZT’s Blues (Blue Note, 1961) Julius Watkins, Charlie Rouse: - Les Jazz Modes (Dawn, 1957) Kai Winding: - Trombone for 2 (Columbia, 1955) - The Great Kai & J.J. (Impulse!, 1960) |